# Jeunes Visages
Demain dimanche
Jeunes Visages est une série télévisée québécoise en 62 épisodes de 25 minutes en noir et blanc scénarisée par Alec Pelletier et diffusée du 13 octobre 1959 au 23 juin 1961 à la Télévision de Radio-Canada. Elle est précédée par la série Demain dimanche diffusée en 1958-1959.

## Fiche technique
- Réalisation : André Bousquet
- Scénarisation : Alec Pelletier
- Société de production : Société Radio-Canada

## Distribution
- Yvon Dufour : Benoît Lemire
- Gilbert Comtois : Jean Lemire
- Monique Chabot : Jeanne Lemire
- Lucille Cousineau : Louise Lemire
- Denise Morelle : Arzélie Lemire
- Marcel Sabourin : Roger Lemire
- Yvon Thiboutot : Théo Miville
- Louise Rémy : Cathou Lemire
- Mona-Lisa Foy : Suzanne Miville
- Denise Bombardier : Christine Beauchamp
- Margot Campbell : Mireille Spénart
- Jean Doyon : Olivier Goudreault
- Luce Guilbeault : Nicole Goudreault
- Françoise Millette : Luce Dumont
- André Pagé : Robert Chenault
- Claude Préfontaine : Albert Mongeau
- Pascal Rollin : Patrice Bujold
- Maurice Tremblay : François Morin
- Jacques Bilodeau : René
- Élizabeth Chouvalidzé : Brigitte
- Rose Rey-Duzil : Grand-mère
- Bertrand Gagnon : Abbé Coulombe
- Marjolaine Hébert : Josée
- Michelle Juneau : Julie
- Roger Lebel : Dr Goudreault
- Marie-Ève Liénard : Mme Goudreault
- Mathieu Poulin : Pijo
- Guy Provost : Me Dupras